# Pont'ezzu
Pont'ezzu (Ponte Vecchio, in sardo logudorese) è uno dei tre ponti romani che consentivano l'attraversamento del Rio Mannu, in territorio di Ozieri. 

## Storia
Il ponte risale presumibilmente al I secolo d.C., con un importante restauro in epoca tardo imperiale, III-IV secolo d.C., ed infine rimaneggiamenti di epoca medievale. L'archeologa Paola Basoli ipotizza che il ponte, al pari degli altri dell'area, possa essere stato realizzato dalla armata romana di stanza nel vicino "castro" di "Luguido" (Oschiri).
Ancora fino a pochi decenni fa, questo ponte consentiva anche agli automezzi di attraversare il fiume in prossimità di quello che fu il villaggio nuragico, romano e infine medievale in località Sa Mandra 'e sa Jua (nel quartiere satellite di San Nicola, quartiere posto a circa 1 km dal ponte). Di questo insediamento è ancora visibile un nuraghe trilobato, tratti di muratura di abitazioni romane praticamente ad esso sovrapposte, ed una chiesa del XII-XIII secolo intitolata a San Nicola distante dal nuraghe un centinaio di metri.

## Descrizione
Le dimensioni del ponte sono veramente notevoli: 6 arcate con raggi decrescenti, 87,50 metri di lunghezza, circa 4,30 di larghezza e circa 8 di altezza massima, una struttura in conglomerato cementizio rivestito da conci perfettamente squadrati di pietra locale (struttura “a sacco”) perlopiù tufo calcareo ma anche basalto e trachite (rimaneggiamento basso - medievale).
Le arcate, a tutto sesto, sono innalzate su robusti piloni che presentano a monte e a valle potenti rostri. Tali manufatti, rostri, muri d'ala e fondamenta in cementizio dei piloni, erano indispensabili a rompere la furia delle acque ed evitare l'usura delle fondazioni.